# Cây trồng

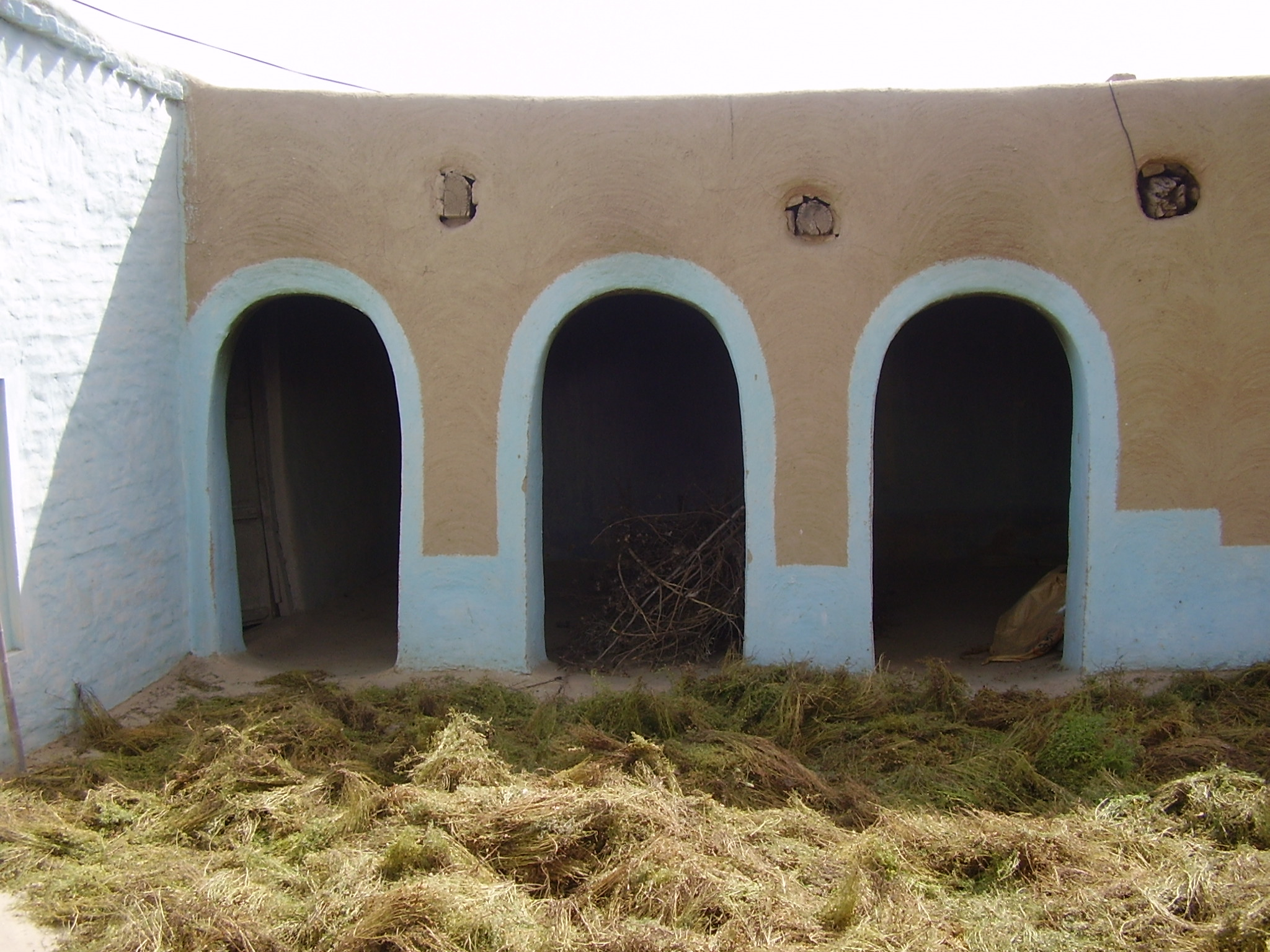
Cây trồng khô ở trong trại, Punjab, Ấn Độ.

Cây trồng là cây được thuần hoá, chọn lọc để trồng trọt, đưa vào sản xuất nông nghiệp. Cây trồng chiếm một tỉ lệ rất nhỏ trong tổng số các loài cây trên Trái Đất. Cây trồng được thu hoạch hằng năm hay theo vụ mùa, các sản phẩm này được dùng để làm thức ăn, cỏ khô(dùng cho gia súc), và cho nhiều những mục đích kinh tế khác. Phát triển cây trồng cũng là một phần của nông nghiệp.
Có rất nhiều loại được sử dụng cho mục đích công nghiệp. Cho ví dụ, cây trồng được trồng và thu hoạch dùng để bán lấy lợi nhuận hay dùng để làm thức ăn cho người hoặc động vật, những địa điểm có nhiều cây trồng thì những chỗ đó rất thích hợp cho cây trồng.

## Luống cây trồng
Nhiều cây trồng được trồng theo những dãy(luống) hàng; được biết như luống cây trồng. Trước đây, máy kéo không thể thu hoạch được cây trồng ngoài việc làm hư hại tới chúng. Máy kéo đầu tiên được biết tới thiết kế dùng để thu hoạch được các cây trồng gọi là Máy kéo luống cây trồng. 